# 2014 EC
2014 EC est un astéroïde qui passa à 77 000 km de la Terre début mars 2014.  Cette distance correspond à un sixième de la distance entre la Terre et la Lune. Sa taille estimée est de dix mètres de long.